# 卡科塔
卡科塔是哥倫比亞的城鎮，位於該國東北部，由北桑坦德省負責管轄，距離首府庫庫塔497公里，始建於1760年，面積1,176平方公里，海拔高度2,447米，2005年人口2,513。

## 外部連結
- （西班牙文） Government of Norte de Santander - Cácota
- （西班牙文） Cácota official website

7°16′N 72°39′W / 7.267°N 72.650°W